# Firn

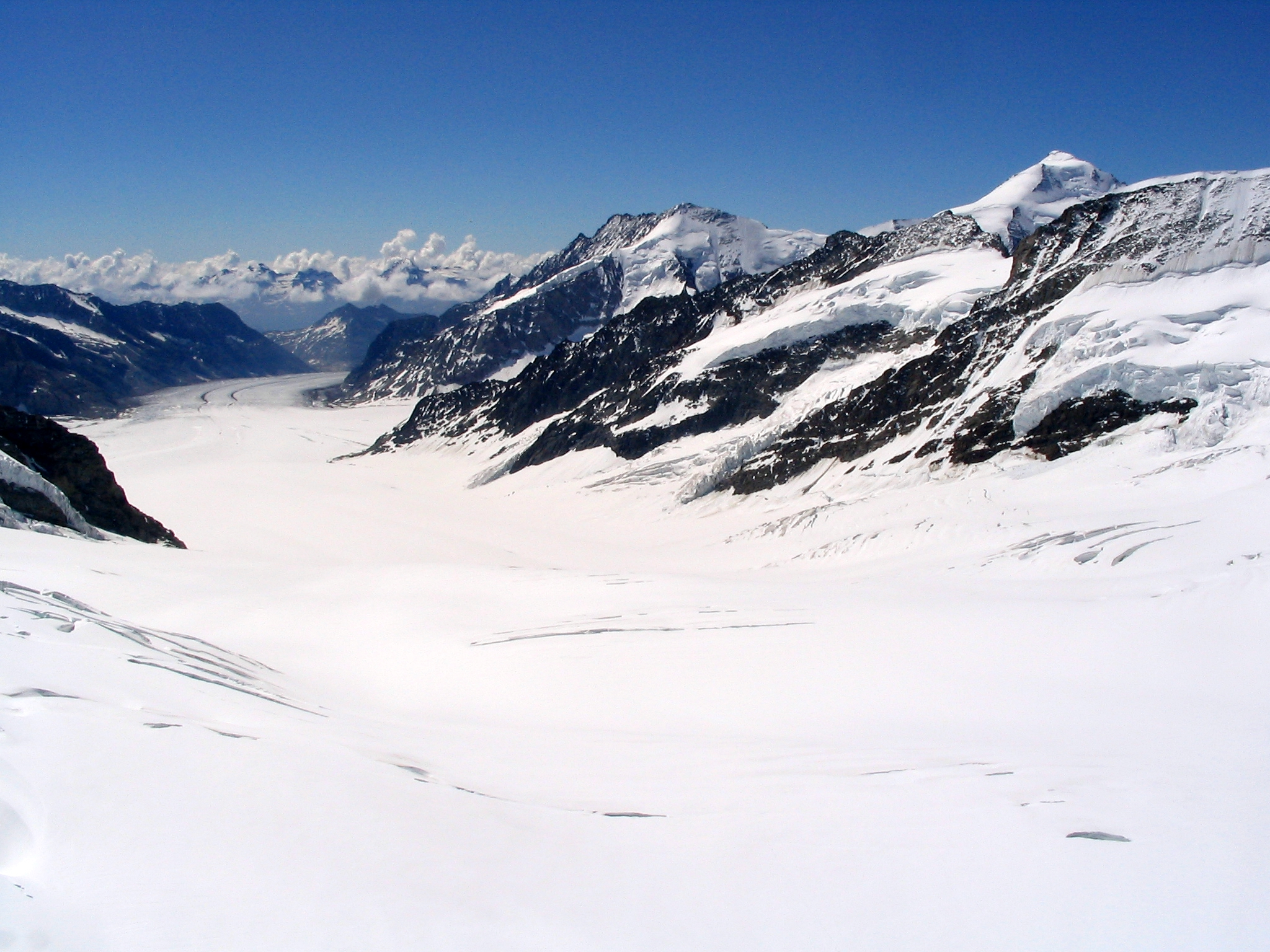
Postupující ledovec s oblastí jeho tvorby, kde se sníh mění na firn a následně ledovec.

Firn (česky též sled, či srež) je přechodné stádium mezi sněhem a ledem. Vzniká opakovaným natáváním a mrznutím sněhu, kdy vzniká zrnitý led. Během něho dochází ke zmenšování objemu sněhového tělesa a zvyšování jeho hustoty. Změny ve struktuře krystalů postupně mění sníh na led, který v dostatečné mocnosti začne tvořit ledovec.
 Ottův slovník naučný:
Firn (franc. névé) nazývá se ve velehorách starý sníh, jehož povrch následkem střídavého tání a zamrzání (regelace) přijal sloh zrnitý; tvoří přechod mezi obyčejným sněhem a ledem. Pokračuje-li regelace, mění se firn v pravý led a nahrazuje tak ledovcům ztráty, jež tyto na spodním svém kraji táním utrpí. V Alpách mnohé firnem kryté vrcholy nesou název Firne nebo Ferner, v Tyrolsku pak užívá se jména toho i pro skutečné ledovce.
Firnové oblasti jsou klíčovou složkou míst, kde se tvoří nový horský ledovec a pevninský ledovec. V Evropě je možno takové oblasti nalézt v Alpách a na Skandinávském poloostrově.